# Swift (cràter de Deimos)
|  | Aquest article tracta sobre un cràter de Deimos. Si cerqueu un cràter de la Lluna, vegeu «Swift (cràter)». |

Swift és un cràter d'impacte d'1 km de diàmetre present a la superfície de Deimos, el més petit dels satèl·lits naturals de Mart.
El cràter va ser nomenat el 1973 en honor de l'escriptor irlandès Jonathan Swift, que el 1726 va anticipar el descobriment dels satèl·lits naturals de Mart en la seva novel·la Els viatges de Gulliver. És una de les dues característiques superficials de Deimos que han rebut un nom oficial (l'altre és el cràter Voltaire).
El 10 de juliol de 2006, la sonda espacial Mars Global Surveyor de la NASA va prendre una fotografia de Deimos a una distància de 22.985 km que mostra els cràters Swift i Voltaire.